# Чемпионат СССР по водно-моторному спорту 1980
Чемпионат СССР по водно-моторному спорту 1980 года прошёл 3-5 октября на Чернореченском водохранилище Грозного. Чемпионат был личным. В соревнования приняли участие 160 спортсменов. Награды победителям вручали знаменитый лётчик-испытатель Владимир Коккинаки, Герой Советского Союза снайпер Владимир Пчелинцев, рядовой Иван Одарченко, послуживший прообразом памятника воину-освободителю в Берлине.

## Медалисты

### Серия 4×5 миль
| Класс                        | Золото                                                   | Серебро                                               | Бронза                                                |
| Скутера с гоночными моторами | Скутера с гоночными моторами                             | Скутера с гоночными моторами                          | Скутера с гоночными моторами                          |
| ---------------------------- | -------------------------------------------------------- | ----------------------------------------------------- | ----------------------------------------------------- |
| ОА-250                       | А. Жиров (Москва) 1025 очков (84,55 км/ч)                | С. Ковалев (Украинская ССР) 696 очков (78,17 км/ч)    | Р. Каваляускас (Литовская ССР) 619 очков (78,55 км/ч) |
| ОВ-350                       | И. Богданов (Москва) 1100 очков (87,36 км/ч)             | В. Матулявичус (Литовская ССР) 825 очков (89,02 км/ч) | Е. Бочкарь (Москва) 794 очка (90,52 км/ч)             |
| ОС-500                       | А. Головин (Украинская ССР) 1200 очков (93,08 км/ч)      | П. Богданов (Москва) 900 очков (91,38 км/ч)           | И. Дубинин (Ленинград) 738 очков (91,96 км/ч)         |
| Скутера национального класса |                                                          |                                                       |                                                       |
| OBN-350                      | Л. Ааслав-Каасик (Эстонская ССР) 1200 очков (79,19 км/ч) | С. Зайцев (РСФСР) 678 очков (77,49 км/ч)              | А. Грунин (РСФСР) 620 очков (77,04 км/ч)              |
| OCN-500                      | Е. Степанов (РСФСР) 1200 очков (84,65 км/ч)              | В. Толкачев (Украинская ССР) 825 очков (79,93 км/ч)   | С. Трусов (РСФСР) 794 очка (78,89 км/ч)               |
| Мотолодки                    |                                                          |                                                       |                                                       |
| SB-350                       | А. Берницын (Ленинград) 1200 очков (64,48 км/ч)          | Валерий Усолкин (РСФСР) 925 очков (61,11 км/ч)        | А. Бакшис (Литовская ССР) 900 очков (61,14 км/ч)      |
| SC-500                       | Н. Новиков (РСФСР) 1100 очков (70,00 км/ч)               | М. Зайчиков (РСФСР) 1100 очков (69,97 км/ч)           | А. Гомжин (РСФСР) 652 очка (66,22 км/ч)               |
| Глиссеры                     |                                                          |                                                       |                                                       |
| R1                           | А. Кузнецов (РСФСР) 1200 очков (79,98 км/ч)              | А. Миняков (РСФСР) 900 очков (76,55 км/ч)             | В. Андреев (Украинская ССР) 850 очков (75,95 км/ч)    |
| R2                           | О. Пикоткин (Ленинград) 1200 очков (88,05 км/ч)          | А. Шлапикас (Литовская ССР) 1000 очков (83,97 км/ч)   | В. Зайцев (РСФСР) 825 очков (86,42 км/ч)              |
| R4                           | В. Цыбульник (Украинская ССР) 1200 очков (86,37 км/ч)    | В. Каширин (РСФСР) 1000 очков (85,25 км/ч)            | А. Бакулев (Москва) 825 очков (81,87 км/ч)            |

### Серия 10 миль
| Класс                        | Золото                                      | Серебро                                | Бронза                                    |
| Скутера с гоночными моторами | Скутера с гоночными моторами                | Скутера с гоночными моторами           | Скутера с гоночными моторами              |
| ---------------------------- | ------------------------------------------- | -------------------------------------- | ----------------------------------------- |
| ОА-250                       | Н. Пывват (Эстонская ССР) 79,93 км/ч        | А. Сайковский (Ленинград) 76,59 км/ч   | Г. Лубяницкий (Украинская ССР) 74,24 км/ч |
| ОВ-350                       | И. Богданов (Москва) 89,95 км/ч             | Е. Бочкарь (Москва) 87,94 км/ч         | Р. Мателёнис (Литовская ССР) 87,09 км/ч   |
| ОС-500                       | А. Головин (Украинская ССР) 87,78 км/ч      | П. Богданов (Москва) 81,59 км/ч        | Л. Трифоничев (РСФСР) 77,04 км/ч          |
| Скутера национального класса |                                             |                                        |                                           |
| OBN-350                      | Л. Ааслав-Каасик (Эстонская ССР) 77,87 км/ч | В. Костицын (РСФСР) 76,43 км/ч         | В. Клиновский (РСФСР) 71,85 км/ч          |
| OCN-500                      | Е. Степанов (РСФСР) 77,87 км/ч              | В. Костицын (РСФСР) 76,43 км/ч         | Б. Осипов (РСФСР) 74,27 км/ч              |
| Мотолодки                    |                                             |                                        |                                           |
| SB-350                       | А. Берницын (Ленинград) 65,45 км/ч          | Валерий Усолкин (РСФСР) 62,54 км/ч     | А. Бакшис (Литовская ССР) 61,61 км/ч      |
| SC-500                       | М. Зайчиков (РСФСР) 77,87 км/ч              | В. Костицын (РСФСР) 76,43 км/ч         | В. Кусков (Украинская ССР) 66,32 км/ч     |
| Глиссеры                     |                                             |                                        |                                           |
| R1                           | А. Кузнецов (РСФСР) 78,17 км/ч              | В. Андреев (Украинская ССР) 77,00 км/ч | X. Виссор (Эстонская ССР) 76,31 км/ч      |
| R2                           | О. Пикоткин (Ленинград) 90,02 км/ч          | В. Зайцев (РСФСР) 89,08 км/ч           | А. Шлапикас (Литовская ССР) 86,11 км/ч    |
| R4                           | В. Цыбульник (Украинская ССР) 87,15 км/ч    | Г. Кожухов (Ленинград) 82,81 км/ч      | В. Лось (Молдавская ССР) 79,19 км/ч       |